# Walk of Fame hírességeinek listája A–H
Az alábbi lista A-tól H-ig azokat a híres személyeket tartalmazza, akinek csillaga van a Hollywood Walk of Fame-en.

## A
| Név                          | Kategória                         | Cím                               |
| ---------------------------- | --------------------------------- | --------------------------------- |
| Bud Abbott                   | Rádiózás                          | 6333 Hollywood Blvd.              |
| Bud Abbott                   | Mozgókép                          | 1611 Vine Street                  |
| Bud Abbott                   | Televíziózás                      | 6740 Hollywood Blvd.              |
| Paula Abdul                  | Zene                              | 7021 Hollywood Blvd.              |
| Harry Ackerman               | Televíziózás                      | 6661 Hollywood Blvd.              |
| Art Acord                    | Mozgókép                          | 1709 Vine Street                  |
| Roy Acuff                    | Zene                              | 1541 Vine Street                  |
| Renée Adorée                 | Mozgókép                          | 1601 Vine Street                  |
| Lou Adler                    | Zene                              | 6901 Hollywood Blvd.              |
| Stella Adler                 | Színház                           | 6777 Hollywood Blvd.              |
| Antonio Aguilar              | Zene                              | 7060 Hollywood Blvd.              |
| Brian Aherne                 | Televíziózás                      | 1752 Vine Street                  |
| Philip Ahn                   | Mozgókép                          | 6211 Hollywood Blvd.              |
| Alabama                      | Zene                              | 7060 Hollywood Blvd.              |
| Licia Albanese               | Zene                              | 6671 Hollywood Blvd.              |
| Eddie Albert                 | Televíziózás                      | 6441 Hollywood Blvd.              |
| Frank Albertson              | Mozgókép                          | 6754 Hollywood Blvd.              |
| Jack Albertson               | Televíziózás                      | 6253 Hollywood Blvd.              |
| Edwin Aldrin                 | Televíziózás                      | Hollywood & Vine St.              |
| Ben Alexander                | Televíziózás                      | 6433 Hollywood Blvd.              |
| Muhammad Ali                 | Színház                           | 6801 Hollywood Blvd.              |
| Debbie Allen                 | Televíziózás                      | 6908 Hollywood Blvd.              |
| Fred Allen                   | Rádiózás                          | 6709-1/2 Hollywood Blvd.          |
| Fred Allen                   | Televíziózás                      | 7021 Hollywood Blvd.              |
| Gracie Allen                 | Televíziózás                      | 6672 Hollywood Blvd.              |
| Rex Allen                    | Mozgókép                          | 6821 Hollywood Blvd.              |
| Steve Allen                  | Televíziózás                      | 1720 Vine Street                  |
| Steve Allen                  | Rádiózás                          | 1537 Vine Street                  |
| Tim Allen                    | Televíziózás                      | 6834 Hollywood Blvd.              |
| Kirstie Alley                | Mozgókép                          | 7000 Hollywood Blvd.              |
| Fran Allison                 | Televíziózás                      | 6757 Hollywood Blvd.              |
| June Allyson                 | Mozgókép                          | 1537 Vine Street                  |
| Herb Alpert                  | Zene                              | 6929 Hollywood Blvd.              |
| Don Alvarado                 | Mozgókép                          | 6504 Hollywood Blvd.              |
| Don Ameche                   | Televíziózás                      | 6101 Hollywood Blvd.              |
| Don Ameche                   | Rádiózás                          | 6313 Hollywood Blvd.              |
| Adrienne Ames                | Mozgókép                          | 1612 Vine Street                  |
| Kim Amidon & Mark Wallengren | lásd Mark Wallengren & Kim Amidon | lásd Mark Wallengren & Kim Amidon |
| Morey Amsterdam              | Rádiózás                          | 6850 Hollywood Blvd.              |
| Broncho Billy Anderson       | Mozgókép                          | 1651 Vine Street                  |
| Leroy Anderson               | Zene                              | 1620 Vine Street                  |

| Név                         | Kategória                        | Cím                              |
| --------------------------- | -------------------------------- | -------------------------------- |
| Mary Anderson               | Mozgókép                         | 1645 Vine Street                 |
| Marian Anderson             | Zene                             | 6262 Hollywood Blvd.             |
| Julie Andrews               | Mozgókép                         | 6901 Hollywood Blvd.             |
| The Andrews Sisters         | Zene                             | 6834 Hollywood Blvd.             |
| Heather Angel               | Mozgókép                         | 6301 Hollywood Blvd.             |
| Paul Anka                   | Zene                             | 6840 Hollywood Blvd.             |
| Ann-Margret                 | Mozgókép                         | 6501 Hollywood Blvd.             |
| Michael Ansara              | Televíziózás                     | 6666 Hollywood Blvd.             |
| Ray Anthony                 | Zene                             | 1751 Vine Street                 |
| Roscoe Arbuckle             | Mozgókép                         | 6701 Hollywood Blvd.             |
| Army Archerd                | Televíziózás                     | 6927 Hollywood Blvd.             |
| Eve Arden                   | Televíziózás                     | 6714 Hollywood Blvd.             |
| Eve Arden                   | Rádiózás                         | 6329 Hollywood Blvd.             |
| Samuel Z. Arkoff            | Mozgókép                         | 7046 Hollywood Blvd.             |
| Richard Arlen               | Mozgókép                         | 6755 Hollywood Blvd.             |
| George Arliss               | Mozgókép                         | 6648-1/2 Hollywood Blvd.         |
| Louis Armstrong             | Zene                             | 7601 Hollywood Blvd.             |
| Neil Armstrong              | Televíziózás                     | Hollywood & Vine                 |
| Desi Arnaz                  | Mozgókép                         | 6325-1/2 Hollywood Blvd.         |
| Desi Arnaz                  | Televíziózás                     | 6254 Hollywood Blvd.             |
| James Arness                | Televíziózás                     | 1751 Vine Street                 |
| Eddy Arnold                 | Rádiózás                         | 6775 Hollywood Blvd.             |
| Edward Arnold               | Mozgókép                         | 6225 Hollywood Blvd.             |
| Cliff Arquette              | Rádiózás                         | 6720 Hollywood Blvd.             |
| Jean Arthur                 | Mozgókép                         | 6333 Hollywood Blvd.             |
| Robert Arthur & Ken Minyard | lásd Ken Minyard & Robert Arthur | lásd Ken Minyard & Robert Arthur |
| Dorothy Arzner              | Mozgókép                         | 1500 N. Vine Street              |
| Edward Asner                | Televíziózás                     | 6363 Hollywood Blvd.             |
| Nils Asther                 | Mozgókép                         | 6705 Hollywood Blvd.             |
| Fred Astaire                | Mozgókép                         | 6756 Hollywood Blvd.             |
| Mary Astor                  | Mozgókép                         | 6701 Hollywood Blvd.             |
| Gene Austin                 | Zene                             | 6332 Hollywood Blvd.             |
| Gene Autry                  | Mozgókép                         | 6644 Hollywood Blvd.             |
| Gene Autry                  | Rádiózás                         | 6520 Hollywood Blvd.             |
| Gene Autry                  | Zene                             | 6384 Hollywood Blvd.             |
| Gene Autry                  | Televíziózás                     | 6667 Hollywood Blvd.             |
| Gene Autry                  | Színház                          | 7000 Hollywood Blvd.             |
| Dan Avey                    | Rádiózás                         | 6834 Hollywood Blvd.             |
| Agnes Ayres                 | Mozgókép                         | 6504 Hollywood Blvd.             |
| Lew Ayres                   | Mozgókép                         | 6385 Hollywood Blvd.             |
| Lew Ayres                   | Rádiózás                         | 1724 Vine Street                 |

## B
| Név                       | Kategória                      | Cím                            |
| ------------------------- | ------------------------------ | ------------------------------ |
| Lauren Bacall             | Mozgókép                       | 1724 Vine Street               |
| Jim Backus                | Televíziózás                   | 1735 Vine Street               |
| James Bacon               | Mozgókép                       | 1637 Vine Street               |
| Kevin Bacon               | Mozgókép                       | 6356 Hollywood Blvd.           |
| Lloyd Bacon               | Mozgókép                       | 7011 Hollywood Blvd.           |
| King Baggot               | Mozgókép                       | 6312 Hollywood Blvd.           |
| Jack Bailey               | Rádiózás                       | 1708 Vine Street               |
| Jack Bailey               | Televíziózás                   | 6411 Hollywood Blvd.           |
| Pearl Bailey              | Zene                           | 7080 Hollywood Blvd.           |
| Fay Bainter               | Mozgókép                       | 7021 Hollywood Blvd.           |
| Anita Baker               | Zene                           | 7021 Hollywood Blvd.           |
| Art Baker                 | Rádiózás                       | 6509 Hollywood Blvd.           |
| Carroll Baker             | Mozgókép                       | 1725 Vine Street               |
| Kenny Baker               | Rádiózás                       | 6329 Hollywood Blvd.           |
| Phil Baker                | Rádiózás                       | 6247 Hollywood Blvd.           |
| Lucille Ball              | Mozgókép                       | 6436 Hollywood Blvd.           |
| Lucille Ball              | Televíziózás                   | 6100 Hollywood Blvd.           |
| Anne Bancroft             | Televíziózás                   | 6368 Hollywood Blvd.           |
| Antonio Banderas          | Mozgókép                       | 6801 Hollywood Blvd.           |
| Tallulah Bankhead         | Mozgókép                       | 6141 Hollywood Blvd.           |
| Vilma Bánky               | Mozgókép                       | 7021 Hollywood Blvd.           |
| Theda Bara                | Mozgókép                       | 6307 Hollywood Blvd.           |
| Lynn Bari                 | Mozgókép                       | 6116 Hollywood Blvd.           |
| Lynn Bari                 | Televíziózás                   | 6323 Hollywood Blvd.           |
| Bob Barker                | Televíziózás                   | 6714 Hollywood Blvd.           |
| Roger Barkley & Al Lohman | lásd Al Lohman & Roger Barkley | lásd Al Lohman & Roger Barkley |
| Binnie Barnes             | Mozgókép                       | 1501 Vine Street               |
| Pepe Barreto              | Televíziózás                   | 6536 Hollywood Blvd.           |
| Mona Barrie               | Mozgókép                       | 6140 Hollywood Blvd.           |
| Wendy Barrie              | Mozgókép                       | 1708 Vine Street               |
| Bessie Barriscale         | Mozgókép                       | 6652 Hollywood Blvd.           |
| Blue Barron               | Zene                           | 1724 Vine Street               |
| Gene Barry                | Színház                        | 6555 Hollywood Blvd.           |
| Drew Barrymore            | Mozgókép                       | 6925 Hollywood Blvd.           |
| Ethel Barrymore           | Mozgókép                       | 7001 Hollywood Blvd.           |
| John Barrymore            | Mozgókép                       | 6667 Hollywood Blvd.           |
| John Drew Barrymore       | Televíziózás                   | 7004 Hollywood Blvd.           |
| Lionel Barrymore          | Mozgókép                       | 1724 Vine Street               |
| Lionel Barrymore          | Rádiózás                       | 1651 Vine Street               |
| Richard Barthelmess       | Mozgókép                       | 6755 Hollywood Blvd.           |
| Freddie Bartholomew       | Mozgókép                       | 6663 Hollywood Blvd.           |
| Billy Barty               | Televíziózás                   | 6922 Hollywood Blvd.           |
| Richard Basehart          | Mozgókép                       | 6276 Hollywood Blvd.           |
| Count Basie               | Zene                           | 6508 Hollywood Blvd.           |
| Kim Basinger              | Mozgókép                       | 7021 Hollywood Blvd.           |
| Lina Basquette            | Mozgókép                       | 1529 Vine Street               |
| Angela Bassett            | Mozgókép                       | 7000 Hollywood Blvd.           |
| Anne Baxter               | Mozgókép                       | 6741 Hollywood Blvd.           |
| Frank C. Baxter           | Televíziózás                   | 6717 Hollywood Blvd.           |
| Les Baxter                | Zene                           | 6314 Hollywood Blvd.           |
| Warner Baxter             | Mozgókép                       | 6284 Hollywood Blvd.           |
| Beverly Bayne             | Mozgókép                       | 1752 Vine Street               |
| The Beach Boys            | Zene                           | 1500 Vine Street               |
| The Beatles               | Zene                           | 7080 Hollywood Blvd.           |
| William Beaudine          | Mozgókép                       | 1777 Vine Street               |
| Bee Gees                  | Zene                           | 6845 Hollywood Blvd.           |
| Noah Beery                | Televíziózás                   | 7047 Hollywood Blvd.           |
| Wallace Beery             | Mozgókép                       | 7001 Hollywood Blvd.           |
| Brian Beirne              | Rádiózás                       | 6777 Hollywood Blvd.           |
| Harry Belafonte           | Zene                           | 6721 Hollywood Blvd.           |
| Madge Bellamy             | Mozgókép                       | 6517 Hollywood Blvd.           |
| Ralph Bellamy             | Televíziózás                   | 6542 Hollywood Blvd.           |
| Donald Bellisario         | Televíziózás                   | 7080 Hollywood Blvd.           |
| John Belushi              | Televíziózás                   | 6355 Hollywood Blvd.           |
| Bea Benaderet             | Televíziózás                   | 1611 Vine Street               |
| Robert Benchley           | Mozgókép                       | 1724 Vine Street               |
| William Bendix            | Rádiózás                       | 1638 Vine Street               |
| William Bendix            | Televíziózás                   | 6251 Hollywood Blvd.           |
| Tex Beneke                | Zene                           | 6200 Hollywood Blvd.           |
| Annette Bening            | Mozgókép                       | 6927 Hollywood Blvd.           |
| Belle Bennett             | Mozgókép                       | 1511 Vine Street               |
| Constance Bennett         | Mozgókép                       | 6250 Hollywood Blvd.           |
| Joan Bennett              | Mozgókép                       | 6300 Hollywood Blvd.           |
| Tony Bennett              | Zene                           | 1560 Vine Street               |
| Jack Benny                | Mozgókép                       | 6650 Hollywood Blvd.           |
| Jack Benny                | Rádiózás                       | 1505 Vine Street               |
| Jack Benny                | Televíziózás                   | 6370 Hollywood Blvd.           |
| George Benson             | Zene                           | 7055 Hollywood Blvd.           |
| John Beradino             | Televíziózás                   | 6801 Hollywood Blvd.           |
| Edgar Bergen              | Televíziózás                   | 6425 Hollywood Blvd.           |
| Edgar Bergen              | Mozgókép                       | 6766 Hollywood Blvd.           |
| Edgar Bergen              | Rádiózás                       | 6801 Hollywood Blvd.           |
| Ingrid Bergman            | Mozgókép                       | 6759 Hollywood Blvd.           |
| Milton Berle              | Rádiózás                       | 6771 Hollywood Blvd.           |
| Milton Berle              | Televíziózás                   | 6263 Hollywood Blvd.           |
| Irving Berlin             | Zene                           | 7095 Hollywood Blvd.           |
| Chris Berman              | Televíziózás                   | 6259 Hollywood Blvd.           |
| Ernani Bernardi           | Zene                           | 7072 Hollywood Blvd.           |
| Sarah Bernhardt           | Mozgókép                       | 1751 Vine Street               |
| Ben Bernie                | Rádiózás                       | 6280 Hollywood Blvd.           |
| Elmer Bernstein           | Mozgókép                       | 7083 Hollywood Blvd.           |
| Leonard Bernstein         | Zene                           | 6200 Hollywood Blvd.           |
| Chuck Berry               | Zene                           | 1777 N. Vine Street            |
| Halle Berry               | Mozgókép                       | 6801 Hollywood Blvd.           |
| Edna Best                 | Mozgókép                       | 6124 Hollywood Blvd.           |
| Charles Bickford          | Televíziózás                   | 1620 Vine Street               |
| Charles Bickford          | Mozgókép                       | 6780 Hollywood Blvd.           |
| Theodore Bikel            | Színház                        | 6233 Hollywood Blvd.           |
| Big Bird                  | Televíziózás                   | 7021 Hollywood Blvd.           |
| E. Power Biggs            | Zene                           | 6522 Hollywood Blvd.           |
| Rodney Bingenheimer       | Rádiózás                       | 7021 Hollywood Blvd.           |
| Constance Binney          | Mozgókép                       | 6301 Hollywood Blvd.           |
| Clint Black               | Zene                           | 7080 Hollywood Blvd.           |
| Sidney Blackmer           | Mozgókép                       | 1625 Vine Street               |
| Carlyle Blackwell         | Mozgókép                       | 6340 Hollywood Blvd.           |
| Mel Blanc                 | Rádiózás                       | 6385 Hollywood Blvd.           |
| Cate Blanchett            | Mozgókép                       | 6712 Hollywood Blvd.           |
| Joan Blondell             | Mozgókép                       | 6311 Hollywood Blvd.           |

| Név                      | Kategória    | Cím                  |
| ------------------------ | ------------ | -------------------- |
| Monte Blue               | Mozgókép     | 6290 Hollywood Blvd. |
| Ann Blyth                | Mozgókép     | 6733 Hollywood Blvd. |
| Betty Blythe             | Mozgókép     | 1708 Vine Street     |
| Eleanor Boardman         | Mozgókép     | 6928 Hollywood Blvd. |
| Andrea Bocelli           | Színház      | 7000 Hollywood Blvd. |
| Humphrey Bogart          | Mozgókép     | 6322 Hollywood Blvd. |
| Mary Boland              | Mozgókép     | 6150 Hollywood Blvd. |
| John Boles               | Mozgókép     | 6530 Hollywood Blvd. |
| Richard Boleslawski      | Mozgókép     | 7021 Hollywood Blvd. |
| Ray Bolger               | Mozgókép     | 6788 Hollywood Blvd. |
| Ray Bolger               | Televíziózás | 6834 Hollywood Blvd. |
| Michael Bolton           | Zene         | 7018 Hollywood Blvd. |
| Ford Bond                | Rádiózás     | 6706 Hollywood Blvd. |
| Ward Bond                | Televíziózás | 6933 Hollywood Blvd. |
| Beulah Bondi             | Mozgókép     | 1718 Vine Street     |
| Pat Boone                | Zene         | 1631 Vine Street     |
| Pat Boone                | Televíziózás | 6268 Hollywood Blvd. |
| Shirley Booth            | Mozgókép     | 6850 Hollywood Blvd. |
| Olive Borden             | Mozgókép     | 6801 Hollywood Blvd. |
| Ernest Borgnine          | Mozgókép     | 6324 Hollywood Blvd. |
| Frank Borzage            | Mozgókép     | 6300 Hollywood Blvd. |
| Hobart Bosworth          | Mozgókép     | 6522 Hollywood Blvd. |
| Clara Bow                | Mozgókép     | 1500 Vine Street     |
| John Bowers              | Mozgókép     | 1709 Vine Street     |
| Edward (Major) Bowes     | Rádiózás     | 1513 Vine Street     |
| David Bowie              | Zene         | 7021 Hollywood Blvd. |
| William Lemuel Boyd      | Rádiózás     | 6101 Hollywood Blvd  |
| Jimmy Boyd               | Zene         | 7021 Hollywood Blvd. |
| William Boyd             | Mozgókép     | 1734 Vine Street     |
| Charles Boyer            | Mozgókép     | 6300 Hollywood Blvd. |
| Charles Boyer            | Televíziózás | 6300 Hollywood Blvd. |
| Eddie Bracken            | Televíziózás | 6751 Hollywood Blvd. |
| Eddie Bracken            | Rádiózás     | 1651 Vine Street     |
| Ray Bradbury             | Mozgókép     | 6644 Hollywood Blvd. |
| Mayor Tom Bradley        | Mayor        | 7000 Hollywood Blvd. |
| Terry Bradshaw           | Televíziózás | 7080 Hollywood Blvd. |
| Alice Brady              | Mozgókép     | 6201 Hollywood Blvd. |
| Eric Braeden             | Televíziózás | 7021 Hollywood Blvd. |
| Marlon Brando            | Mozgókép     | 1765 Vine Street     |
| Tom Breneman             | Rádiózás     | 6290 Hollywood Blvd. |
| Walter Brennan           | Mozgókép     | 6501 Hollywood Blvd. |
| Evelyn Brent             | Mozgókép     | 6548 Hollywood Blvd. |
| George Brent             | Mozgókép     | 1709 Vine Street     |
| George Brent             | Televíziózás | 1612 Vine Street     |
| Teresa Brewer            | Zene         | 1708 Vine Street     |
| David Brian              | Televíziózás | 7021 Hollywood Blvd. |
| Mary Brian               | Mozgókép     | 1559 Vine Street     |
| Fanny Brice              | Mozgókép     | 6415 Hollywood Blvd. |
| Fanny Brice              | Rádiózás     | 1500 Vine Street     |
| Beau Bridges             | Mozgókép     | 7065 Hollywood Blvd. |
| Jeff Bridges             | Mozgókép     | 7065 Hollywood Blvd. |
| Lloyd Bridges            | Televíziózás | 7065 Hollywood Blvd. |
| Ray Briem                | Rádiózás     | 6125 Hollywood Blvd. |
| Bernie Brillstein        | Mozgókép     | 7018 Hollywood Blvd. |
| Elton Britt              | Zene         | 6936 Hollywood Blvd. |
| Barbara Britton          | Televíziózás | 1719 Vine Street     |
| Albert R. Broccoli       | Mozgókép     | 6910 Hollywood Blvd. |
| Matthew Broderick        | Mozgókép     | 6801 Hollywood Blvd. |
| James Brolin             | Televíziózás | 7018 Hollywood Blvd. |
| Charles Bronson          | Mozgókép     | 6901 Hollywood Blvd. |
| Hillary Brooke           | Televíziózás | 6311 Hollywood Blvd. |
| Brooks & Dunn            | Zene         | 7021 Hollywood Blvd. |
| Garth Brooks             | Zene         | 1750 Vine Street     |
| Mel Brooks               | Mozgókép     | 6712 Hollywood Blvd. |
| Richard Brooks           | Mozgókép     | 6422 Hollywood Blvd. |
| Pierce Brosnan           | Mozgókép     | 7083 Hollywood Blvd  |
| Cecil Brown              | Rádiózás     | 6410 Hollywood Blvd. |
| Clarence Brown           | Mozgókép     | 1752 Vine Street     |
| Harry Joe Brown          | Mozgókép     | 1777 Vine Street     |
| James Brown              | Zene         | 1501 Vine Street     |
| Joe E. Brown             | Mozgókép     | 1680 Vine Street     |
| Johnny Mack Brown        | Mozgókép     | 6101 Hollywood Blvd. |
| Les Brown                | Zene         | 6505 Hollywood Blvd. |
| Tom Brown                | Mozgókép     | 1648 Vine Street     |
| Vanessa Brown            | Mozgókép     | 1621 Vine Street     |
| Vanessa Brown            | Televíziózás | 6528 Hollywood Blvd. |
| Tod Browning             | Mozgókép     | 6225 Hollywood Blvd. |
| Dave Brubeck             | Zene         | 1716 Vine Street     |
| Yul Brynner              | Mozgókép     | 6162 Hollywood Blvd. |
| Sandra Bullock           | Mozgókép     | 6801 Hollywood Blvd. |
| Tapsi Hapsi (Bugs Bunny) | Mozgókép     | 7007 Hollywood Blvd. |
| John Bunny               | Mozgókép     | 1715 Vine Street     |
| Billie Burke             | Mozgókép     | 6617 Hollywood Blvd. |
| Sonny Burke              | Zene         | 6920 Hollywood Blvd. |
| Carol Burnett            | Televíziózás | 6439 Hollywood Blvd. |
| Mark Burnett             | Televíziózás | 6664 Hollywood Blvd. |
| Smiley Burnette          | Mozgókép     | 6125 Hollywood Blvd. |
| Bob Burns                | Mozgókép     | 1601 Vine Street     |
| Bob Burns                | Rádiózás     | 6541 Hollywood Blvd. |
| George Burns             | Színház      | 6672 Hollywood Blvd. |
| George Burns             | Mozgókép     | 1639 Vine Street     |
| George Burns             | Televíziózás | 6510 Hollywood Blvd. |
| Raymond Burr             | Televíziózás | 6656 Hollywood Blvd. |
| Bill Burrud              | Televíziózás | 6777 Hollywood Blvd. |
| LeVar Burton             | Televíziózás | 7000 Hollywood Blvd. |
| Mae Busch                | Mozgókép     | 7021 Hollywood Blvd. |
| Francis X. Bushman       | Mozgókép     | 1651 Vine Street     |
| Jerry Buss               | Televíziózás | 6801 Hollywood Blvd. |
| David Butler             | Mozgókép     | 6561 Hollywood Blvd. |
| Charles Butterworth      | Mozgókép     | 7036 Hollywood Blvd. |
| Red Buttons              | Televíziózás | 1651 Vine Street     |
| Pat Buttram              | Televíziózás | 6382 Hollywood Blvd. |
| Spring Byington          | Mozgókép     | 6507 Hollywood Blvd. |
| Spring Byington          | Televíziózás | 6231 Hollywood Blvd. |

## C
| Név                 | Kategória    | Cím                  |
| ------------------- | ------------ | -------------------- |
| James Caan          | Mozgókép     | 6648 Hollywood Blvd. |
| Sid Caesar          | Televíziózás | 7014 Hollywood Blvd. |
| Nicolas Cage        | Mozgókép     | 7021 Hollywood Blvd. |
| James Cagney        | Mozgókép     | 6504 Hollywood Blvd. |
| Sammy Cahn          | Zene         | 6540 Hollywood Blvd. |
| Alice Calhoun       | Mozgókép     | 6815 Hollywood Blvd. |
| Rory Calhoun        | Mozgókép     | 7007 Hollywood Blvd. |
| Rory Calhoun        | Televíziózás | 1752 Vine Street     |
| Maria Callas        | Zene         | 1680 Vine Street     |
| James Cameron       | Mozgókép     | 6712 Hollywood Blvd. |
| Rod Cameron         | Televíziózás | 1720 Vine Street     |
| Glen Campbell       | Zene         | 6925 Hollywood Blvd. |
| Stephen J. Cannell  | Televíziózás | 7000 Hollywood Blvd. |
| Dyan Cannon         | Mozgókép     | 6608 Hollywood Blvd. |
| Judy Canova         | Mozgókép     | 6821 Hollywood Blvd. |
| Judy Canova         | Rádiózás     | 6777 Hollywood Blvd. |
| Cantinflas          | Mozgókép     | 6438 Hollywood Blvd. |
| Eddie Cantor        | Mozgókép     | 6648 Hollywood Blvd. |
| Eddie Cantor        | Televíziózás | 1770 Vine Street     |
| Eddie Cantor        | Rádiózás     | 6765 Hollywood Blvd. |
| Yakima Canutt       | Mozgókép     | 1500 Vine Street     |
| Frank Capra         | Mozgókép     | 6614 Hollywood Blvd. |
| Drew Carey          | Televíziózás | 6664 Hollywood Blvd. |
| Harry Carey         | Mozgókép     | 1521 Vine Street     |
| Harry Carey, Jr.    | Televíziózás | 6363 Vine Street     |
| Macdonald Carey     | Televíziózás | 6536 Hollywood Blvd. |
| Frankie Carle       | Zene         | 1751 Hollywood Blvd. |
| George Carlin       | Színház      | 1555 Vine Street     |
| Kitty Carlisle      | Mozgókép     | 6611 Hollywood Blvd. |
| Mary Carlisle       | Mozgókép     | 6679 Hollywood Blvd. |
| Richard Carlson     | Televíziózás | 6333 Hollywood Blvd. |
| Hoagy Carmichael    | Televíziózás | 1720 Vine Street     |
| Art Carney          | Televíziózás | 6627 Hollywood Blvd. |
| Sue Carol           | Mozgókép     | 1639 N. Vine Street  |
| Leslie Caron        | Mozgókép     | 6153 Hollywood Blvd. |
| Ken Carpenter       | Rádiózás     | 6706 Hollywood Blvd. |
| The Carpenters      | Zene         | 6931 Hollywood Blvd. |
| Vikki Carr          | Zene         | 6385 Hollywood Blvd. |
| David Carradine     | Televíziózás | 7021 Hollywood Blvd. |
| John Carradine      | Mozgókép     | 6240 Hollywood Blvd. |
| Keith Carradine     | Televíziózás | 6233 Hollywood Blvd. |
| Leo Carrillo        | Mozgókép     | 1635 Vine Street     |
| Leo Carrillo        | Televíziózás | 1517 Vine Street     |
| Diahann Carroll     | Zene         | 7005 Hollywood Blvd. |
| Madeleine Carroll   | Mozgókép     | 6707 Hollywood Blvd. |
| Nancy Carroll       | Mozgókép     | 1725 Vine Street     |
| Jack Carson         | Rádiózás     | 6361 Hollywood Blvd. |
| Jack Carson         | Televíziózás | 1560 Vine Street     |
| Jeannie Carson      | Televíziózás | 1560 Vine Street     |
| Johnny Carson       | Televíziózás | 1751 Vine Street     |
| Benny Carter        | Zene         | 7080 Hollywood Blvd. |
| Enrico Caruso       | Zene         | 6625 Hollywood Blvd. |
| Robert Casadesus    | Zene         | 6251 Hollywood Blvd. |
| Johnny Cash         | Zene         | 6320 Hollywood Blvd. |
| Syd Cassyd          | Televíziózás | 7080 Hollywood Blvd. |
| Peggie Castle       | Televíziózás | 6266 Hollywood Blvd. |
| Gilbert Cates       | Mozgókép     | 7065 Hollywood Blvd. |
| Walter Catlett      | Mozgókép     | 1713 Vine Street     |
| Joan Caulfield      | Televíziózás | 1500 Vine Street     |
| Carmen Cavallaro    | Zene         | 6301 Hollywood Blvd. |
| Bennett Cerf        | Televíziózás | 6407 Hollywood Blvd. |
| Feodor Chaliapin    | Zene         | 6770 Hollywood Blvd. |
| Richard Chamberlain | Mozgókép     | 7018 Hollywood Blvd. |
| John Chambers       | Mozgókép     | 7006 Hollywood Blvd. |
| Stan Chambers       | Televíziózás | 6922 Hollywood Blvd. |
| Gower Champion      | Televíziózás | 6162 Hollywood Blvd. |
| Marge Champion      | Televíziózás | 6282 Hollywood Blvd. |
| Charles Champlin    | Televíziózás | 6751 Hollywood Blvd. |
| Jackie Chan         | Mozgókép     | 6801 Hollywood Blvd. |
| Jeff Chandler       | Mozgókép     | 1770 Vine Street     |
| Lon Chaney, Sr.     | Mozgókép     | 7046 Hollywood Blvd. |
| Carol Channing      | Televíziózás | 6233 Hollywood Blvd. |
| Charlie Chaplin     | Mozgókép     | 6751 Hollywood Blvd. |
| Marguerite Chapman  | Televíziózás | 6284 Hollywood Blvd. |
| Cyd Charisse        | Mozgókép     | 1601 Vine Street     |
| Ray Charles         | Zene         | 6777 Hollywood Blvd. |
| Charley Chase       | Mozgókép     | 6630 Hollywood Blvd. |
| Chevy Chase         | Mozgókép     | 7021 Hollywood Blvd. |
| Ilka Chase          | Mozgókép     | 6361 Hollywood Blvd. |
| Ilka Chase          | Televíziózás | 6751 Hollywood Blvd. |
| Ruth Chatterton     | Mozgókép     | 6263 Hollywood Blvd. |
| Virginia Cherrill   | Mozgókép     | 1545 Vine Street     |
| Maurice Chevalier   | Mozgókép     | 1651 Vine Street     |
| Chicago             | Zene         | 6438 Hollywood Blvd. |
| Al Christie         | Mozgókép     | 6771 Hollywood Blvd. |
| Charles Christie    | Mozgókép     | 1719 Vine Street     |
| Ina Claire          | Mozgókép     | 6150 Hollywood Blvd. |
| Buddy Clark         | Zene         | 6800 Hollywood Blvd. |
| Dane Clark          | Televíziózás | 6906 Hollywood Blvd. |
| Dick Clark          | Televíziózás | Sunset & Vine        |
| Fred Clark          | Televíziózás | 1711 Vine Street     |
| Marguerite Clark    | Mozgókép     | 6300 Vine Street     |
| Roy Clark           | Zene         | 6840 Hollywood Blvd. |
| Ethel Clayton       | Mozgókép     | 6936 Hollywood Blvd. |
| Jan Clayton         | Televíziózás | 6200 Hollywood Blvd. |
| James Cleveland     | Zene         | 6742 Hollywood Blvd. |
| Montgomery Clift    | Mozgókép     | 6104 Hollywood Blvd. |
| Patsy Cline         | Zene         | 6160 Hollywood Blvd. |
| Rosemary Clooney    | Zene         | 6325 Hollywood Blvd. |
| Glenn Close         | Mozgókép     | 7000 Hollywood Blvd. |
| Andy Clyde          | Mozgókép     | 6758 Hollywood Blvd. |
| Charles Coburn      | Mozgókép     | 6268 Hollywood Blvd. |
| James Coburn        | Mozgókép     | 7055 Hollywood Blvd. |

| Név                   | Kategória    | Cím                  |
| --------------------- | ------------ | -------------------- |
| Imogene Coca          | Televíziózás | 6256 Hollywood Blvd. |
| Steve Cochran         | Mozgókép     | 1750 Hollywood Blvd. |
| Iron Eyes Cody        | Televíziózás | 6655 Hollywood Blvd. |
| George M. Cohan       | Mozgókép     | 6734 Hollywood Blvd. |
| Arthur Cohn           | Mozgókép     | 7000 Hollywood Blvd. |
| Claudette Colbert     | Mozgókép     | 6812 Hollywood Blvd. |
| Nat King Cole         | Zene         | 6659 Hollywood Blvd. |
| Nat King Cole         | Televíziózás | 6229 Hollywood Blvd. |
| Natalie Cole          | Zene         | 1750 Vine Street     |
| Constance Collier     | Mozgókép     | 6231 Hollywood Blvd. |
| William Collier       | Mozgókép     | 6340 Hollywood Blvd. |
| Gary Collins          | Televíziózás | 6922 Hollywood Blvd. |
| Joan Collins          | Mozgókép     | 6901 Hollywood Blvd. |
| Michael Collins       | Televíziózás | Hollywood & Vine     |
| Phil Collins          | Zene         | 6834 Hollywood Blvd. |
| Bud Collyer           | Rádiózás     | 6150 Hollywood Blvd. |
| Ronald Colman         | Televíziózás | 1623 Vine Street     |
| Ronald Colman         | Mozgókép     | 6801 Hollywood Blvd. |
| Jerry Colonna         | Rádiózás     | 1645 Vine Street     |
| Sean "Diddy" Combs    | Zene         | 6801 Hollywood Blvd. |
| Perry Como            | Rádiózás     | 1708 Vine Street     |
| Perry Como            | Televíziózás | 6376 Hollywood Blvd. |
| Perry Como            | Zene         | 6600 Hollywood Blvd. |
| Betty Compton         | Mozgókép     | 1751 Vine Street     |
| Chester Conklin       | Mozgókép     | 1560 Vine Street     |
| Heinie Conklin        | Mozgókép     | 1776 Vine Street     |
| Chuck Connors         | Televíziózás | 6838 Hollywood Blvd. |
| Hans Conried          | Televíziózás | 6664 Hollywood Blvd. |
| John Conte            | Televíziózás | 6119 Hollywood Blvd. |
| Bill Conti            | Mozgókép     | 6541 Hollywood Blvd. |
| Jack Conway           | Mozgókép     | 1500 Vine Street     |
| Tim Conway            | Televíziózás | 6740 Hollywood Blvd. |
| Tom Conway            | Televíziózás | 1617 Vine Street     |
| Jackie Coogan         | Mozgókép     | 1654 Vine Street     |
| Clyde Cook            | Mozgókép     | 6531 Hollywood Blvd. |
| Donald Cook           | Mozgókép     | 1718 Vine Street     |
| Alistair Cooke        | Televíziózás | 1651 Vine Street     |
| Sam Cooke             | Zene         | 7051 Hollywood Blvd. |
| Spade Cooley          | Rádiózás     | 6802 Hollywood Blvd. |
| Alice Cooper          | Zene         | 7000 Hollywood Blvd. |
| Gary Cooper           | Mozgókép     | 6243 Hollywood Blvd. |
| Jackie Cooper         | Mozgókép     | 1507 Vine Street     |
| Jeanne Cooper         | Televíziózás | 1777 Vine Street     |
| Merian C. Cooper      | Mozgókép     | 6525 Hollywood Blvd. |
| David Copperfield     | Színház      | 7021 Hollywood Blvd. |
| Wendell Corey         | Televíziózás | 6328 Hollywood Blvd. |
| Roger Corman          | Mozgókép     | 7013 Hollywood Blvd. |
| Don Cornelius         | Televíziózás | 7080 Hollywood Blvd. |
| Don Cornell           | Zene         | 6138 Hollywood Blvd. |
| Charles Correll       | Rádiózás     | 1777 Vine Street     |
| Ricardo Cortez        | Mozgókép     | 1500 Vine Street     |
| Bill Cosby            | Televíziózás | 6930 Hollywood Blvd. |
| Dolores Costello      | Mozgókép     | 1645 Vine Street     |
| Helene Costello       | Mozgókép     | 1500 Vine Street     |
| Lou Costello          | Mozgókép     | 6438 Hollywood Blvd. |
| Lou Costello          | Rádiózás     | 6780 Hollywood Blvd. |
| Lou Costello          | Televíziózás | 6276 Hollywood Blvd. |
| Maurice Costello      | Mozgókép     | 6515 Hollywood Blvd. |
| Pierre Cossette       | Televíziózás | 6233 Hollywood Blvd. |
| Kevin Costner         | Mozgókép     | 6801 Hollywood Blvd. |
| Joseph Cotten         | Mozgókép     | 6382 Hollywood Blvd. |
| Jerome Cowan          | Televíziózás | 6251 Hollywood Blvd. |
| Wally Cox             | Televíziózás | 6385 Hollywood Blvd. |
| Buster Crabbe         | Televíziózás | 6901 Hollywood Blvd. |
| Broderick Crawford    | Mozgókép     | 6901 Hollywood Blvd. |
| Broderick Crawford    | Televíziózás | 6736 Hollywood Blvd. |
| Joan Crawford         | Mozgókép     | 1752 Vine Street     |
| Laird Cregar          | Mozgókép     | 1716 Vine Street     |
| Richard Crenna        | Mozgókép     | 6714 Hollywood Blvd. |
| Laura Hope Crews      | Mozgókép     | 6251 Hollywood Blvd. |
| Scatman Crothers      | Televíziózás | 6712 Hollywood Blvd. |
| Donald Crisp          | Mozgókép     | 1628 Vine Street     |
| John Cromwell         | Mozgókép     | 6555 Hollywood Blvd. |
| Richard Cromwell      | Mozgókép     | 1627 Vine Street     |
| Richard Crooks        | Zene         | 1648 Vine Street     |
| Bing Crosby           | Mozgókép     | 1611 Vine Street     |
| Bing Crosby           | Rádiózás     | 6769 Hollywood Blvd. |
| Bing Crosby           | Zene         | 6751 Hollywood Blvd. |
| Bob Crosby            | Televíziózás | 6252 Hollywood Blvd. |
| Bob Crosby            | Rádiózás     | 6313 Hollywood Blvd. |
| Norm Crosby           | Televíziózás | 6560 Hollywood Blvd. |
| Crosby, Stills & Nash | Zene         | 6666 Hollywood Blvd. |
| Milton Cross          | Rádiózás     | 1623 Vine Street     |
| Andrae Crouch         | Zene         | 6520 Hollywood Blvd. |
| Russell Crowe         | Mozgókép     | 6801 Hollywood Blvd. |
| Tom Cruise            | Mozgókép     | 6912 Hollywood Blvd. |
| Frank Crumit          | Rádiózás     | 1601 Vine Street     |
| Celia Cruz            | Zene         | 6240 Hollywood Blvd. |
| James Cruze           | Mozgókép     | 6922 Hollywood Blvd. |
| Billy Crystal         | Mozgókép     | 6925 Hollywood Blvd. |
| Xavier Cugat          | Televíziózás | 1500 Vine Street     |
| Xavier Cugat          | Zene         | 1601 Vine Street     |
| George Cukor          | Mozgókép     | 6378 Hollywood Blvd. |
| Constance Cummings    | Mozgókép     | 6201 Hollywood Blvd. |
| Irving Cummings       | Mozgókép     | 6816 Hollywood Blvd. |
| Robert Cummings       | Mozgókép     | 6816 Hollywood Blvd. |
| Robert Cummings       | Televíziózás | 1718 Vine Street     |
| Bill Cunningham       | Rádiózás     | 6315 Hollywood Blvd. |
| Mike Curb             | Zene         | 1750 N. Vine Street  |
| Alan Curtis           | Mozgókép     | 7021 Hollywood Blvd. |
| Jamie Lee Curtis      | Mozgókép     | 6600 Hollywood Blvd. |
| Tony Curtis           | Mozgókép     | 6817 Hollywood Blvd. |
| Michael Curtiz        | Mozgókép     | 6640 Hollywood Blvd. |

## D
| Név                    | Kategória    | Cím                  |
| ---------------------- | ------------ | -------------------- |
| Arlene Dahl            | Mozgókép     | 1624 Vine Street     |
| Cass Daley             | Televíziózás | 6301 Hollywood Blvd. |
| Cass Daley             | Rádiózás     | 6710 Hollywood Blvd. |
| Dorothy Dalton         | Mozgókép     | 1560 Vine Street     |
| John Daly              | Televíziózás | 1765 Vine Street     |
| Tyne Daly              | Televíziózás | 7065 Hollywood Blvd. |
| Matt Damon             | Mozgókép     | 6801 Hollywood Blvd. |
| Vic Damone             | Zene         | 1731 Vine Street     |
| Viola Dana             | Mozgókép     | 6541 Hollywood Blvd. |
| Dorothy Dandridge      | Mozgókép     | 6719 Hollywood Blvd. |
| Karl Dane              | Mozgókép     | 6140 Hollywood Blvd. |
| Rodney Dangerfield     | Mozgókép     | 6366 Hollywood Blvd. |
| Bebe Daniels           | Mozgókép     | 1716 Vine Street     |
| Billy Daniels          | Zene         | 6819 Hollywood Blvd. |
| Ted Danson             | Televíziózás | 7021 Hollywood Blvd. |
| Tony Danza             | Televíziózás | 7000 Hollywood Blvd. |
| Bobby Darin            | Zene         | 1735 Vine Street     |
| Linda Darnell          | Mozgókép     | 1631 Vine Street     |
| Jane Darwell           | Mozgókép     | 6735 Hollywood Blvd. |
| Delmer Daves           | Mozgókép     | 1634 Vine Street     |
| Marion Davies          | Mozgókép     | 6326 Hollywood Blvd. |
| Ann B. Davis           | Televíziózás | 7048 Hollywood Blvd. |
| Bette Davis            | Mozgókép     | 6225 Hollywood Blvd. |
| Bette Davis            | Televíziózás | 6335 Hollywood Blvd. |
| Clive Davis            | Zene         | 1501 Vine Street     |
| Gail Davis             | Televíziózás | 6385 Hollywood Blvd. |
| Jim Davis              | Televíziózás | 6290 Hollywood Blvd. |
| Joan Davis             | Mozgókép     | 1521 Vine Street     |
| Joan Davis             | Rádiózás     | 1716 Vine Street     |
| Mac Davis              | Zene         | 7080 Hollywood Blvd. |
| Miles Davis            | Zene         | 7060 Hollywood Blvd. |
| Sammy Davis, Jr.       | Zene         | 6254 Hollywood Blvd. |
| Dennis Day             | Rádiózás     | 7048 Hollywood Blvd. |
| Dennis Day             | Televíziózás | 6646 Hollywood Blvd  |
| Doris Day              | Zene         | 6278 Hollywood Blvd. |
| Doris Day              | Mozgókép     | 6735 Hollywood Blvd. |
| Laraine Day            | Mozgókép     | 6676 Hollywood Blvd. |
| Dead End Kids          | Mozgókép     | 7080 Hollywood Blvd. |
| James Dean             | Mozgókép     | 1719 Vine Street     |
| Dear Abby              | Rádiózás     | 7000 Hollywood Blvd. |
| Rosemary DeCamp        | Televíziózás | 1640 Vine Street     |
| Yvonne De Carlo        | Mozgókép     | 6124 Hollywood Blvd. |
| Yvonne De Carlo        | Televíziózás | 6715 Hollywood Blvd. |
| Frances Dee            | Mozgókép     | 7080 Hollywood Blvd. |
| Rick Dees              | Rádiózás     | 1560 N. Vine Street  |
| Don DeFore             | Televíziózás | 6804 Hollywood Blvd. |
| Lee De Forest          | Mozgókép     | 1752 Vine Street     |
| Carter DeHaven         | Mozgókép     | 1742 Vine Street     |
| Gloria DeHaven         | Mozgókép     | 6933 Hollywood Blvd. |
| Olivia de Havilland    | Mozgókép     | 6762 Hollywood Blvd. |
| Albert Dekker          | Televíziózás | 6620 Hollywood Blvd. |
| Dolores del Río        | Mozgókép     | 1630 Vine Street     |
| Roy Del Ruth           | Mozgókép     | 6150 Hollywood Blvd. |
| Marguerite De La Motte | Mozgókép     | 6902 Hollywood Blvd. |
| Vaughn De Leath        | Rádiózás     | 6634 Hollywood Blvd. |
| Dom DeLuise            | Mozgókép     | 1765 N. Vine Street  |
| William Demarest       | Mozgókép     | 6667 Hollywood Blvd. |
| Cecil B. DeMille       | Mozgókép     | 1725 Vine Street     |
| Cecil B. DeMille       | Rádiózás     | 6240 Vine Street     |
| Richard Denning        | Televíziózás | 6932 Hollywood Blvd. |
| Reginald Denny         | Mozgókép     | 6657 Hollywood Blvd. |
| Johnny Depp            | Mozgókép     | 7018 Hollywood Blvd. |
| John Derek             | Televíziózás | 6531 Hollywood Blvd. |
| Bruce Dern             | Mozgókép     | 6270 Hollywood Blvd. |
| Laura Dern             | Mozgókép     | 6270 Hollywood Blvd. |
| Destiny’s Child        | Zene         | 6801 Hollywood Blvd. |
| Buddy DeSylva          | Zene         | 1750 N. Vine Street  |

| Név                    | Kategória    | Cím                  |
| ---------------------- | ------------ | -------------------- |
| Andy Devine            | Rádiózás     | 6258 Hollywood Blvd. |
| Andy Devine            | Televíziózás | 6366 Hollywood Blvd. |
| Elliott Dexter         | Mozgókép     | 1751 Vine Street     |
| Cameron Diaz           | Mozgókép     | 6712 Hollywood Blvd. |
| Angie Dickinson        | Televíziózás | 7000 Hollywood Blvd. |
| William Dieterle       | Mozgókép     | 6901 Hollywood Blvd. |
| Marlene Dietrich       | Mozgókép     | 6400 Hollywood Blvd. |
| Phyllis Diller         | Televíziózás | 7001 Hollywood Blvd. |
| Céline Dion            | Zene         | 6801 Hollywood Blvd. |
| Roy O. Disney          | Mozgókép     | 6833 Hollywood Blvd. |
| Walt Disney            | Mozgókép     | 7021 Hollywood Blvd. |
| Walt Disney            | Televíziózás | 6747 Hollywood Blvd. |
| Disneyland             | 50th Year    | 6834 Hollywood Blvd. |
| Richard Dix            | Mozgókép     | 1608 Vine Street     |
| Edward Dmytryk         | Mozgókép     | 6241 Hollywood Blvd. |
| Jimmie Dodd            | Televíziózás | 1600 Vine Street     |
| Plácido Domingo        | Színház      | 7000 Hollywood Blvd. |
| Fats Domino            | Zene         | 6616 Hollywood Blvd. |
| Peter Donald           | Televíziózás | 6661 Hollywood Blvd. |
| Donald kacsa           | Mozgókép     | 6840 Hollywood Blvd  |
| Robert Donat           | Mozgókép     | 6420 Hollywood Blvd. |
| Brian Donlevy          | Televíziózás | 1551 Vine Street     |
| Richard Donner         | Mozgókép     | 6712 Hollywood Blvd. |
| Lauren Shuler Donner   | Mozgókép     | 6712 Hollywood Blvd. |
| James Doohan           | Mozgókép     | 7021 Hollywood Blvd. |
| The Doors              | Zene         | 6901 Hollywood Blvd. |
| Marie Doro             | Mozgókép     | 1725 Vine Street     |
| Jimmy Dorsey           | Zene         | 6505 Hollywood Blvd. |
| Tommy Dorsey           | Zene         | 6675 Hollywood Blvd. |
| Jack Douglas           | Televíziózás | 6740 Hollywood Blvd. |
| Kirk Douglas           | Mozgókép     | 6263 Hollywood Blvd. |
| Melvyn Douglas         | Mozgókép     | 6423 Hollywood Blvd. |
| Melvyn Douglas         | Televíziózás | 6601 Hollywood Blvd. |
| Mike Douglas           | Televíziózás | 7001 Hollywood Blvd. |
| Paul Douglas           | Mozgókép     | 1648 Hollywood Blvd. |
| Paul Douglas           | Televíziózás | 6821 Hollywood Blvd. |
| Billie Dove            | Mozgókép     | 6351 Hollywood Blvd. |
| Morton Downey          | Rádiózás     | 1680 Vine Street     |
| Cathy Downs            | Televíziózás | 6646 Hollywood Blvd. |
| Carmen Dragon          | Rádiózás     | 6104 Hollywood Blvd. |
| Jessica Dragonette     | Rádiózás     | 1709 Vine Street     |
| Frances Drake          | Mozgókép     | 6821 Hollywood Blvd. |
| Louise Dresser         | Mozgókép     | 6538 Hollywood Blvd. |
| Marie Dressler         | Mozgókép     | 1731 Vine Street     |
| Ellen Drew             | Mozgókép     | 6901 Hollywood Blvd. |
| Mr. & Mrs. Sidney Drew | Mozgókép     | 6901 Hollywood Blvd. |
| Julia Louis-Dreyfus    | Televíziózás | 6250 Hollywood Blvd. |
| Richard Dreyfuss       | Mozgókép     | 7021 Hollywood Blvd. |
| Bobby Driscoll         | Mozgókép     | 1560 Vine Street     |
| Joanne Dru             | Televíziózás | 1708 Vine Street     |
| Howard Duff            | Televíziózás | 1623 Vine Street     |
| Patty Duke             | Televíziózás | 7000 Hollywood Blvd. |
| Faye Dunaway           | Mozgókép     | 7021 Hollywood Blvd. |
| James Dunn             | Mozgókép     | 6555 Hollywood Blvd. |
| James Dunn             | Televíziózás | 7010 Hollywood Blvd. |
| Irene Dunne            | Mozgókép     | 6440 Hollywood Blvd. |
| Philip Dunne           | Mozgókép     | 6725 Hollywood Blvd. |
| Mildred Dunnock        | Mozgókép     | 6613 Hollywood Blvd. |
| Jerry Dunphy           | Televíziózás | 6669 Hollywood Blvd. |
| Duran Duran            | Zene         | 1770 Vine Street     |
| Jimmy Durante          | Mozgókép     | 1600 Vine Street     |
| Jimmy Durante          | Rádiózás     | 1648 Vine Street     |
| Deanna Durbin          | Mozgókép     | 1724 Vine Street     |
| Charles Durning        | Mozgókép     | 6504 Hollywood Blvd. |
| Dan Duryea             | Televíziózás | 6145 Hollywood Blvd. |
| Robert Duvall          | Mozgókép     | 6801 Hollywood Blvd. |
| Ann Dvorak             | Mozgókép     | 6321 Hollywood Blvd. |
| Allan Dwan             | Mozgókép     | 6263 Hollywood Blvd. |

## E
| Név                | Kategória    | Cím                  |
| ------------------ | ------------ | -------------------- |
| Earth, Wind & Fire | Zene         | 7080 Hollywood Blvd. |
| George Eastman     | Mozgókép     | 1709 Vine Street     |
| Roger Ebert        | Mozgókép     | 6834 Hollywood Blvd. |
| Buddy Ebsen        | Mozgókép     | 1765 Vine Street     |
| Billy Eckstine     | Zene         | 6638 Hollywood Blvd. |
| Thomas A. Edison   | Mozgókép     | 6700 Hollywood Blvd. |
| Nelson Eddy        | Mozgókép     | 6311 Hollywood Blvd. |
| Nelson Eddy        | Rádiózás     | 6512 Hollywood Blvd. |
| Nelson Eddy        | Zene         | 1639 Vine Street     |
| Barbara Eden       | Televíziózás | 7003 Hollywood Blvd. |
| Robert Edeson      | Mozgókép     | 1628 Vine Street     |
| Ralph Edwards      | Rádiózás     | 6116 Hollywood Blvd. |
| Ralph Edwards      | Televíziózás | 6262 Hollywood Blvd. |
| Steve Edwards      | Televíziózás | 6150 Hollywood Blvd. |
| Michael D. Eisner  | Mozgókép     | 6834 Hollywood Blvd. |
| Duke Ellington     | Zene         | 6535 Hollywood Blvd. |
| Mischa Elman       | Zene         | 1560 Vine Street     |
| Faye Emerson       | Mozgókép     | 6529 Hollywood Blvd. |
| Faye Emerson       | Televíziózás | 6689 Hollywood Blvd. |

| Név                 | Kategória               | Cím                     |
| ------------------- | ----------------------- | ----------------------- |
| Dick Enberg         | Televíziózás            | 6752 Hollywood Blvd.    |
| John Ericson        | Televíziózás            | 1523 Vine Street        |
| Leon Errol          | Mozgókép                | 6801 Hollywood Blvd.    |
| Stuart Erwin        | Televíziózás            | 6270 Hollywood Blvd.    |
| Emilio Estefan, Jr. | Zene                    | 7021 Hollywood Blvd.    |
| Gloria Estefan      | Zene                    | 7021 Hollywood Blvd.    |
| Erik Estrada        | Televíziózás            | 7021 Hollywood Blvd.    |
| Ruth Etting         | Mozgókép                | 6563 Hollywood Blvd.    |
| Bob Eubanks         | Televíziózás            | 6712 Hollywood Blvd.    |
| Evans & Livingston  | lásd Livingston & Evans | lásd Livingston & Evans |
| Dale Evans          | Rádiózás                | 6638 Hollywood Blvd.    |
| Dale Evans          | Televíziózás            | 1737 Vine Street        |
| Linda Evans         | Televíziózás            | 6834 Hollywood Blvd.    |
| Madge Evans         | Mozgókép                | 1752 Vine Street        |
| Robert Evans        | Mozgókép                | 6925 Hollywood Blvd.    |
| Chad Everett        | Televíziózás            | 6922 Hollywood Blvd.    |
| The Everly Brothers | Zene                    | 7000 Hollywood Blvd.    |

## F
| Név                    | Kategória    | Cím                  |
| ---------------------- | ------------ | -------------------- |
| Fabian                 | Színház      | 7065 Hollywood Blvd. |
| Nanette Fabray         | Televíziózás | 6300 Hollywood Blvd. |
| Max Factor             | Mozgókép     | 6922 Hollywood Blvd. |
| Clifton Fadiman        | Rádiózás     | 6284 Hollywood Blvd. |
| Douglas Fairbanks, Jr. | Mozgókép     | 6318 Hollywood Blvd. |
| Douglas Fairbanks, Jr. | Rádiózás     | 6710 Hollywood Blvd. |
| Douglas Fairbanks, Jr. | Televíziózás | 6661 Hollywood Blvd. |
| Douglas Fairbanks, Sr. | Mozgókép     | 7022 Hollywood Blvd. |
| Jerry Fairbanks        | Mozgókép     | 6384 Hollywood Blvd. |
| Percy Faith            | Zene         | 1501 Vine Street     |
| Jinx Falkenburg        | Televíziózás | 1500 Vine Street     |
| Chris Farley           | Televíziózás | 6366 Hollywood Blvd. |
| Dustin Farnum          | Mozgókép     | 6635 Hollywood Blvd. |
| William Farnum         | Mozgókép     | 6322 Hollywood Blvd. |
| Jamie Farr             | Televíziózás | 1547 N. Vine Street  |
| Geraldine Farrar       | Mozgókép     | 1620 Vine Street     |
| Geraldine Farrar       | Zene         | 1709 Vine Street     |
| Charles Farrell        | Mozgókép     | 7021 Hollywood Blvd. |
| Charles Farrell        | Televíziózás | 1617 Vine Street     |
| Glenda Farrell         | Mozgókép     | 6524 Hollywood Blvd. |
| John Farrow            | Mozgókép     | 6300 Hollywood Blvd. |
| William Faversham      | Mozgókép     | 1724 Vine Street     |
| Farrah Fawcett         | Televíziózás | 7057 Hollywood Blvd. |
| Frank Fay              | Mozgókép     | 6282 Hollywood Blvd. |
| Frank Fay              | Rádiózás     | 1752 Vine Street     |
| Alice Faye             | Mozgókép     | 6930 Hollywood Blvd. |
| Julia Faye             | Mozgókép     | 6501 Hollywood Blvd. |
| Frank Faylen           | Televíziózás | 6201 Hollywood Blvd. |
| Louise Fazenda         | Mozgókép     | 6801 Hollywood Blvd. |
| Don Fedderson          | Televíziózás | 1635 Vine Street     |
| José Feliciano         | Zene         | 6541 Hollywood Blvd. |
| Verna Felton           | Televíziózás | 1717 Vine Street     |
| Freddy Fender          | Zene         | 7060 Hollywood Blvd. |
| George Fenneman        | Televíziózás | 1500 Vine Street     |
| Helen Ferguson         | Mozgókép     | 6153 Hollywood Blvd. |
| Vicente Fernández      | Zene         | 6160 Hollywood Blvd. |
| Alejandro Fernández    | Zene         | 6160 Hollywood Blvd. |
| José Ferrer            | Mozgókép     | 6541 Hollywood Blvd. |
| Mel Ferrer             | Mozgókép     | 6268 Hollywood Blvd. |
| Stepin Fetchit         | Mozgókép     | 1751 Vine Street     |
| Fibber McGee and Molly | Rádiózás     | 1500 N. Vine Street  |
| Jimmy Fidler           | Rádiózás     | 6128 Hollywood Blvd. |
| Arthur Fiedler         | Zene         | 1626 Vine Street     |
| Virginia Field         | Televíziózás | 1751 Vine Street     |
| Gracie Fields          | Rádiózás     | 6125 Hollywood Blvd. |
| W. C. Fields           | Mozgókép     | 7004 Hollywood Blvd. |
| W. C. Fields           | Rádiózás     | 6316 Hollywood Blvd. |
| The 5th Dimension      | Zene         | 7000 Hollywood Blvd. |
| Flora Finch            | Mozgókép     | 6673 Hollywood Blvd. |
| Eddie Fisher           | Zene         | 6241 Hollywood Blvd. |
| Eddie Fisher           | Televíziózás | 1724 Vine Street     |
| Hal Fishman            | Televíziózás | 1560 Vine Street     |
| Barry Fitzgerald       | Mozgókép     | 6252 Hollywood Blvd  |
| Barry Fitzgerald       | Televíziózás | 7001 Hollywood Blvd. |
| Ella Fitzgerald        | Zene         | 6738 Hollywood Blvd. |
| Geraldine Fitzgerald   | Mozgókép     | 6353 Hollywood Blvd. |
| George Fitzmaurice     | Mozgókép     | 6601 Hollywood Blvd. |
| James A. Fitzpatrick   | Mozgókép     | 1611 Vine Street     |
| Kirsten Flagstad       | Zene         | 6777 Hollywood Blvd. |

| Név                                 | Kategória                 | Cím                       |
| ----------------------------------- | ------------------------- | ------------------------- |
| Fleetwood Mac                       | Zene                      | 6608 Hollywood Blvd.      |
| Rhonda Fleming                      | Mozgókép                  | 6660 Hollywood Blvd.      |
| Victor Fleming                      | Mozgókép                  | 1719 Vine Street          |
| Errol Flynn                         | Mozgókép                  | 6654 Hollywood Blvd.      |
| Errol Flynn                         | Televíziózás              | 7008 Hollywood Blvd.      |
| Nina Foch                           | Mozgókép                  | 6322 Hollywood Blvd.      |
| Nina Foch                           | Televíziózás              | 7021 Hollywood Blvd.      |
| John Fogerty                        | Zene                      | 7000 Hollywood Blvd.      |
| Red Foley                           | Zene                      | 6225 Hollywood Blvd.      |
| Red Foley                           | Televíziózás              | 6300 Hollywood Blvd.      |
| Henry Fonda                         | Mozgókép                  | 1601 Vine Street          |
| Peter Fonda                         | Mozgókép                  | 7018 Hollywood Blvd.      |
| Joan Fontaine                       | Mozgókép                  | 1645 Vine Street          |
| Dick Foran                          | Televíziózás              | 1600 Vine Street          |
| June Foray                          | Televíziózás              | 7080 Hollywood Blvd.      |
| Scott Forbes                        | Televíziózás              | 1650 Vine Street          |
| Glenn Ford                          | Mozgókép                  | 6933 Hollywood Blvd.      |
| Harrison Ford (silent film színész) | Mozgókép                  | 6665 Hollywood Blvd       |
| Harrison Ford                       | Mozgókép                  | 6801 Hollywood Blvd.      |
| John Ford                           | Mozgókép                  | 1640 Vine Street          |
| Mary Ford and Les Paul              | lásd Les Paul & Mary Ford | lásd Les Paul & Mary Ford |
| Tennessee Ernie Ford                | Rádiózás                  | 1600 Vine Street          |
| Tennessee Ernie Ford                | Zene                      | 6922 Hollywood Blvd.      |
| Tennessee Ernie Ford                | Televíziózás              | 6311 Hollywood Blvd.      |
| John Forsythe                       | Televíziózás              | 6549 Hollywood Blvd.      |
| Preston Foster                      | Televíziózás              | 6801 Hollywood Blvd.      |
| The Four Step Brothers              | Színház                   | 7000 Hollywood Blvd.      |
| Four Tops                           | Zene                      | 7060 Hollywood Blvd.      |
| Michael J. Fox                      | Mozgókép                  | 7021 Hollywood Blvd.      |
| William Fox                         | Mozgókép                  | 6541 Hollywood Blvd.      |
| Jamie Foxx                          | Mozgókép                  | 6801 Hollywood Blvd.      |
| Eddie Foy                           | Mozgókép                  | 1725 Vine Street          |
| Peter Frampton                      | Zene                      | 6819 Hollywood Blvd.      |
| Zino Francescatti                   | Zene                      | 6704 Hollywood Blvd.      |
| Anne Francis                        | Televíziózás              | 1611 Vine Street          |
| Arlene Francis                      | Rádiózás                  | 6432 Hollywood Blvd.      |
| Arlene Francis                      | Televíziózás              | 1734 Vine Street          |
| Kay Francis                         | Mozgókép                  | 6766 Hollywood Blvd.      |
| Don Francisco                       | Televíziózás              | 7018 Hollywood Blvd.      |
| Aretha Franklin                     | Zene                      | 6920 Hollywood Blvd.      |
| Sidney Franklin                     | Mozgókép                  | 6566 Hollywood Blvd.      |
| Dennis Franz                        | Televíziózás              | 7021 Hollywood Blvd.      |
| William Frawley                     | Mozgókép                  | 6322 Hollywood Blvd.      |
| Stan Freberg                        | Zene                      | 6145 Hollywood Blvd.      |
| Pauline Frederick                   | Mozgókép                  | 7000 Hollywood Blvd.      |
| Alan Freed                          | Rádiózás                  | 6381 Hollywood Blvd.      |
| Y. Frank Freeman                    | Mozgókép                  | 6821 Hollywood Blvd.      |
| Morgan Freeman                      | Mozgókép                  | 7021 Hollywood Blvd.      |
| William Friedkin                    | Mozgókép                  | 6925 Hollywood Blvd.      |
| Charles Fries                       | Televíziózás              | 6819 Hollywood Blvd.      |
| Lefty Frizzell                      | Zene                      | 6927 Hollywood Blvd.      |
| Jane Froman                         | Rádiózás                  | 6321 Hollywood Blvd.      |
| Jane Froman                         | Zene                      | 6145 Hollywood Blvd.      |
| Jane Froman                         | Televíziózás              | 1645 Vine Street          |
| Robert Fuller                       | Televíziózás              | 6608 Hollywood Blvd.      |
| Annette Funicello                   | Mozgókép                  | 6834 Hollywood Blvd.      |
| Betty Furness                       | Mozgókép                  | 1533 Vine Street          |
| Betty Furness                       | Televíziózás              | 6675 Hollywood Blvd.      |

## G
| Név                      | Kategória    | Cím                  |
| ------------------------ | ------------ | -------------------- |
| Kenny G                  | Zene         | 7021 Hollywood Blvd  |
| Clark Gable              | Mozgókép     | 1608 Vine Street     |
| Gábor Éva                | Televíziózás | 6614 Hollywood Blvd. |
| Gábor Zsazsa             | Televíziózás | 6915 Hollywood Blvd. |
| Juan Gabriel             | Zene         | 7060 Hollywood Blvd. |
| Helen Gahagan            | Mozgókép     | 1708 Vine Street     |
| Amelita Galli-Curci      | Zene         | 6821 Hollywood Blvd. |
| Greta Garbo              | Mozgókép     | 6901 Hollywood Blvd. |
| Andy García              | Mozgókép     | 7000 Hollywood Blvd. |
| Ava Gardner              | Mozgókép     | 1560 Vine Street     |
| Ed Gardner               | Rádiózás     | 6554 Hollywood Blvd. |
| Ed Gardner               | Televíziózás | 6676 Hollywood Blvd. |
| John Garfield            | Mozgókép     | 7065 Hollywood Blvd. |
| Beverly Garland          | Televíziózás | 6801 Hollywood Blvd. |
| Judy Garland             | Mozgókép     | 1715 Vine Street     |
| Judy Garland             | Zene         | 6764 Hollywood Blvd. |
| Erroll Garner            | Zene         | 6363 Hollywood Blvd. |
| James Garner             | Televíziózás | 6927 Hollywood Blvd. |
| Peggy Ann Garner         | Mozgókép     | 6604 Hollywood Blvd. |
| Tay Garnett              | Mozgókép     | 6556 Hollywood Blvd. |
| Dave Garroway            | Rádiózás     | 6355 Hollywood Blvd. |
| Dave Garroway            | Televíziózás | 6264 Hollywood Blvd. |
| Betty Garrett            | Színház      | 6706 Hollywood Blvd. |
| Greer Garson             | Mozgókép     | 1651 Vine Street     |
| Lucho Gatica             | Zene         | 7021 Hollywood Blvd. |
| Marvin Gaye              | Zene         | 1500 Vine Street     |
| Crystal Gayle            | Zene         | 1515 Vine Street     |
| Janet Gaynor             | Mozgókép     | 6284 Hollywood Blvd. |
| Mitzi Gaynor             | Mozgókép     | 6288 Hollywood Blvd. |
| David Gerber             | Televíziózás | 1637 Vine Street     |
| George & Ira Gershwin    | Zene         | 7083 Hollywood Blvd. |
| Floyd Gibbons            | Rádiózás     | 1631 Vine Street     |
| Leeza Gibbons            | Televíziózás | 7021 Hollywood Blvd. |
| Georgia Gibbs            | Zene         | 6404 Hollywood Blvd. |
| Hoot Gibson              | Mozgókép     | 1765 Vine Street     |
| Beniamino Gigli          | Zene         | 6901 Hollywood Blvd. |
| Billy Gilbert            | Mozgókép     | 6263 Hollywood Blvd. |
| John Gilbert             | Mozgókép     | 1755 Vine Street     |
| Melissa Gilbert          | Televíziózás | 6429 Hollywood Blvd. |
| Paul Gilbert             | Televíziózás | 6340 Hollywood Blvd. |
| Dizzy Gillespie          | Zene         | 7057 Hollywood Blvd. |
| Mickey Gilley            | Zene         | 6930 Hollywood Blvd. |
| Dorothy Gish             | Mozgókép     | 6385 Hollywood Blvd. |
| Lillian Gish             | Mozgókép     | 1720 Vine Street     |
| Louise Glaum             | Mozgókép     | 6834 Hollywood Blvd. |
| Jackie Gleason           | Zene         | 6231 Hollywood Blvd. |
| Jackie Gleason           | Televíziózás | 6300 Hollywood Blvd. |
| James Gleason            | Mozgókép     | 7038 Hollywood Blvd. |
| Sharon Gless             | Televíziózás | 7065 Hollywood Blvd. |
| The Harlem Globetrotters | Televíziózás | 6922 Hollywood Blvd. |
| George Gobel             | Televíziózás | 6850 Hollywood Blvd. |
| Paulette Goddard         | Mozgókép     | 1652 Vine Street     |
| Arthur Godfrey           | Rádiózás     | 6233 Hollywood Blvd. |
| Arthur Godfrey           | Zene         | 6616 Hollywood Blvd. |
| Arthur Godfrey           | Televíziózás | 1559 Vine Street     |
| Earl Godwin              | Rádiózás     | 6201 Hollywood Blvd. |
| Godzilla                 | Mozgókép     | 6925 Hollywood Blvd. |

| Név                          | Kategória           | Cím                  |
| ---------------------------- | ------------------- | -------------------- |
| Ernest Gold                  | Zene                | 6434 Hollywood Blvd. |
| Leonard Goldberg             | Televíziózás        | 6901 Hollywood Blvd. |
| Whoopi Goldberg              | Mozgókép            | 6801 Hollywood Blvd. |
| Leonard H. Goldenson         | Televíziózás        | 6834 Hollywood Blvd. |
| Edwin F. Goldman             | Rádiózás            | 6410 Hollywood Blvd. |
| Samuel Goldwyn               | Mozgókép            | 1631 Vine Street     |
| Cuba Gooding Jr.             | Mozgókép            | 6834 Hollywood Blvd. |
| Al Goodman                   | Zene                | 6300 Hollywood Blvd. |
| Benny Goodman                | Zene                | 6101 Hollywood Blvd. |
| Pedro Gonzalez Gonzalez      | Mozgókép            | 1555 Vine Street     |
| Mark Goodson                 | Televíziózás        | 6374 Hollywood Blvd. |
| Bill Goodwin                 | Rádiózás            | 6810 Hollywood Blvd. |
| Gale Gordon                  | Rádiózás            | 6340 Hollywood Blvd. |
| Berry Gordy                  | Zene                | 7000 Hollywood Blvd. |
| Mike Gore                    | Mozgókép            | 6315 Hollywood Blvd. |
| Eydie Gormé & Steve Lawrence | Zene                | 1541 Vine Street     |
| Freeman Gosden               | Rádiózás            | 1777 Vine Street     |
| Louis Gossett Jr.            | Mozgókép            | 7000 Hollywood Blvd. |
| Jetta Goudal                 | Mozgókép            | 6333 Hollywood Blvd. |
| Morton Gould                 | Zene                | 6533 Hollywood Blvd. |
| Robert Goulet                | Zene                | 6368 Hollywood Blvd. |
| Betty Grable                 | Mozgókép            | 6525 Hollywood Blvd. |
| Billy Graham                 | Rádiózás            | 6901 Hollywood Blvd. |
| Gloria Grahame               | Mozgókép            | 6522 Hollywood Blvd. |
| Kelsey Grammer               | Televíziózás        | 7021 Hollywood Blvd. |
| Farley Granger               | Televíziózás        | 1551 Vine Street     |
| Amy Grant                    | Zene                | 6901 Hollywood Blvd. |
| Cary Grant                   | Mozgókép            | 1610 Vine Street     |
| Johnny Grant                 | Televíziózás        | 6915 Hollywood Blvd. |
| Johnny Grant                 | Special Recognition | 6897 Hollywood Blvd. |
| Bonita Granville             | Mozgókép            | 6607 Hollywood Blvd. |
| Sid Grauman                  | Mozgókép            | 6379 Hollywood Blvd. |
| Peter Graves                 | Mozgókép            | 6667 Hollywood Blvd. |
| Gilda Gray                   | Mozgókép            | 6620 Hollywood Blvd. |
| Glen Gray                    | Zene                | 1709 Vine Street     |
| Jim Gray                     | Rádiózás            | 6801 Hollywood Blvd. |
| Kathryn Grayson              | Mozgókép            | 1600 Vine Street     |
| Brian Grazer                 | Mozgókép            | 7000 Hollywood Blvd  |
| Alfred Green                 | Mozgókép            | 6529 Hollywood Blvd. |
| Jack N. Green                | Mozgókép            | 6925 Hollywood Blvd. |
| Mitzi Green                  | Mozgókép            | 6430 Hollywood Blvd. |
| Harold Greene                | Televíziózás        | 6906 Hollywood Blvd. |
| Lorne Greene                 | Televíziózás        | 1559 N. Vine Street  |
| Charlotte Greenwood          | Rádiózás            | 1601 Vine Street     |
| Jane Greer                   | Mozgókép            | 1634 Vine Street     |
| Joel Grey                    | Színház             | 6753 Hollywood Blvd. |
| Merv Griffin                 | Televíziózás        | 1541 Vine Street     |
| Andy Griffith                | Televíziózás        | 6418 Hollywood Blvd. |
| Corinne Griffith             | Mozgókép            | 1560 Vine Street     |
| D. W. Griffith               | Mozgókép            | 6535 Hollywood Blvd. |
| Raymond Griffith             | Mozgókép            | 6124 Hollywood Blvd. |
| Robert Guillaume             | Televíziózás        | 6675 Hollywood Blvd. |
| Texas Guinan                 | Mozgókép            | 1765 Vine Street     |
| Alec Guinness                | Mozgókép            | 1559 Vine Street     |
| Edmund Gwenn                 | Mozgókép            | 1755 Vine Street     |

## H
| Név                  | Kategória    | Cím                  |
| -------------------- | ------------ | -------------------- |
| Buddy Hackett        | Színház      | 6834 Hollywood Blvd. |
| Reed Hadley          | Televíziózás | 6553 Hollywood Blvd. |
| Jean Hagen           | Televíziózás | 1560 Vine Street     |
| Dan Haggerty         | Televíziózás | 7070 Hollywood Blvd. |
| Don Haggerty         | Televíziózás | 6140 Hollywood Blvd. |
| Larry Hagman         | Televíziózás | 1560 N. Vine Street  |
| William Haines       | Mozgókép     | 7012 Hollywood Blvd. |
| Jester Hairston      | Televíziózás | 6161 Hollywood Blvd. |
| Alan Hale, Sr.       | Mozgókép     | 6532 Hollywood Blvd. |
| Alan Hale, Jr.       | Televíziózás | 6653 Hollywood Blvd. |
| Barbara Hale         | Televíziózás | 1628 Vine Street     |
| Creighton Hale       | Mozgókép     | 6915 Hollywood Blvd. |
| Monte Hale           | Mozgókép     | 7000 Hollywood Blvd. |
| Bill Haley           | Zene         | 6350 Hollywood Blvd. |
| Jack Haley           | Rádiózás     | 6435 Hollywood Blvd. |
| Arsenio Hall         | Televíziózás | 6776 Hollywood Blvd. |
| Conrad Hall          | Mozgókép     | 7060 Hollywood Blvd. |
| Jon Hall             | Mozgókép     | 1724 Vine Street     |
| Jon Hall             | Televíziózás | 6933 Hollywood Blvd. |
| Monty Hall           | Televíziózás | 6801 Hollywood Blvd. |
| Carl Stuart Hamblen  | Rádiózás     | 6419 Hollywood Blvd. |
| Rusty Hamer          | Televíziózás | 6323 Hollywood Blvd. |
| George Hamilton      | Mozgókép     | 7021 Hollywood Blvd. |
| Lloyd Hamilton       | Mozgókép     | 6141 Hollywood Blvd. |
| Neil Hamilton        | Mozgókép     | 6634 Hollywood Blvd. |
| Lionel Hampton       | Zene         | 7000 Hollywood Blvd. |
| Herbie Hancock       | Zene         | 7057 Hollywood Blvd. |
| Bill Handel          | Rádiózás     | 6640 Hollywood Blvd. |
| Tom Hanks            | Mozgókép     | 7000 Hollywood Blvd. |
| Hanna-Barbera        | Televíziózás | 6753 Hollywood Blvd. |
| Ann Harding          | Mozgókép     | 6201 Hollywood Blvd. |
| Ann Harding          | Televíziózás | 6850 Hollywood Blvd. |
| Cedric Hardwicke     | Mozgókép     | 6201 Hollywood Blvd. |
| Cedric Hardwicke     | Televíziózás | 6660 Hollywood Blvd. |
| Oliver Hardy         | Mozgókép     | 1500 Vine Street     |
| Jean Harlow          | Mozgókép     | 6910 Hollywood Blvd. |
| Arlene Harris        | Rádiózás     | 6250 Hollywood Blvd. |
| Mildred Harris       | Mozgókép     | 6307 Hollywood Blvd. |
| Neil Patrick Harris  | Televíziózás | 6243 Hollywood Blvd. |
| Phil Harris          | Rádiózás     | 6651 Hollywood Blvd. |
| Phil Harris          | Zene         | 6508 Hollywood Blvd  |
| George Harrison      | Zene         | 1750 Vine Street     |
| Rex Harrison         | Mozgókép     | 6904 Hollywood Blvd. |
| Rex Harrison         | Televíziózás | 6390 Hollywood Blvd. |
| Ray Harryhausen      | Mozgókép     | 6840 Hollywood Blvd. |
| John Hart            | Televíziózás | 6432 Hollywood Blvd. |
| Mary Hart            | Televíziózás | 7000 Hollywood Blvd. |
| William S. Hart      | Mozgókép     | 6363 Hollywood Blvd. |
| Mariette Hartley     | Televíziózás | 7000 Hollywood Blvd. |
| David Hasselhoff     | Televíziózás | 7018 Hollywood Blvd. |
| Signe Hasso          | Mozgókép     | 7080 Hollywood Blvd. |
| Henry Hathaway       | Mozgókép     | 1638 Vine Street     |
| Raymond Hatton       | Mozgókép     | 1708 Vine Street     |
| June Haver           | Mozgókép     | 1777 Vine Street     |
| June Havoc           | Mozgókép     | 6618 Hollywood Blvd. |
| June Havoc           | Televíziózás | 6413 Hollywood Blvd. |
| Bob Hawk             | Televíziózás | 6413 Hollywood Blvd. |
| Howard Hawks         | Mozgókép     | 1708 Vine Street     |
| Bill Hay             | Rádiózás     | 6826 Hollywood Blvd. |
| Sessue Hayakawa      | Mozgókép     | 1645 Vine Street     |
| George "Gabby" Hayes | Rádiózás     | 6427 Hollywood Blvd. |
| George "Gabby" Hayes | Televíziózás | 1724 Vine Street     |
| Helen Hayes          | Mozgókép     | 6258 Hollywood Blvd. |
| Helen Hayes          | Rádiózás     | 6549 Hollywood Blvd. |
| Johnny Hayes         | Rádiózás     | 6769 Hollywood Blvd. |
| Richard Hayman       | Zene         | 1765 Vine Street     |
| Dick Haymes          | Zene         | 1724 Vine Street     |
| Dick Haymes          | Rádiózás     | 6841 Hollywood Blvd. |
| Will H. Hays         | Mozgókép     | 6116 Hollywood Blvd. |
| Louis Hayward        | Mozgókép     | 1500 Vine Street     |
| Louis Hayward        | Televíziózás | 1680 Vine Street     |
| Susan Hayward        | Mozgókép     | 6251 Hollywood Blvd. |
| Rita Hayworth        | Mozgókép     | 1645 Vine Street     |
| Edith Head           | Mozgókép     | 6504 Hollywood Blvd. |
| Jim Healy            | Rádiózás     | 6740 Hollywood Blvd. |
| Chick Hearn          | Rádiózás     | 6755 Hollywood Blvd. |
| Eileen Heckart       | Mozgókép     | 6140 Hollywood Blvd. |
| Tippi Hedren         | Mozgókép     | 7060 Hollywood Blvd. |
| Van Heflin           | Mozgókép     | 6311 Hollywood Blvd. |
| Van Heflin           | Televíziózás | 6125 Hollywood Blvd. |
| Hugh Hefner          | Televíziózás | 7000 Hollywood Blvd. |
| Horace Heidt         | Rádiózás     | 1631 Vine Street     |
| Horace Heidt         | Televíziózás | 6628 Hollywood Blvd. |
| Jascha Heifetz       | Zene         | 6777 Hollywood Blvd. |

| Név                   | Kategória        | Cím                                 |
| --------------------- | ---------------- | ----------------------------------- |
| Florence Henderson    | Televíziózás     | 7070 Hollywood Blvd.                |
| Jimi Hendrix          | Zene             | 6627 Hollywood Blvd.                |
| Sonja Henie           | Mozgókép         | 6101 Hollywood Blvd.                |
| Paul Henreid          | Mozgókép         | 6366 Hollywood Blvd.                |
| Paul Henreid          | Televíziózás     | 1720 Vine Street                    |
| Jim Henson            | Televíziózás     | 6631 Hollywood Blvd.                |
| Audrey Hepburn        | Mozgókép         | 1652 Vine Street                    |
| Katharine Hepburn     | Mozgókép         | 6284 Hollywood Blvd.                |
| Hugh Herbert          | Mozgókép         | 6251 Hollywood Blvd.                |
| Jerry Herman          | Színház          | 7095 Hollywood Blvd.                |
| Pee-wee Herman        | Mozgókép         | 6562 Hollywood Blvd.                |
| Woody Herman          | Zene             | 6805 Hollywood Blvd.                |
| Jean Hersholt         | Mozgókép         | 6501 Hollywood Blvd.                |
| Jean Hersholt         | Rádiózás         | 6701 Hollywood Blvd.                |
| Irene Hervey          | Mozgókép         | 6336 Hollywood Blvd.                |
| Charlton Heston       | Mozgókép         | 1628 Vine Street                    |
| Eddie Heywood         | Zene             | 1709 Vine Street                    |
| Al Hibbler            | Zene             | 1650 Vine Street                    |
| George Hicks          | Rádiózás         | 6314 Hollywood Blvd.                |
| Hildegarde            | Rádiózás         | 6141 Hollywood Blvd.                |
| Jim Hill              | Televíziózás     | 6801 Hollywood Blvd.                |
| Alfred Hitchcock      | Mozgókép         | 6506 Hollywood Blvd.                |
| Alfred Hitchcock      | Televíziózás     | 7013 Hollywood Blvd.                |
| John Hodiak           | Rádiózás         | 6101 Hollywood Blvd.                |
| Portland Hoffa        | Rádiózás         | 1640 Vine Street                    |
| William Holden        | Mozgókép         | 1651 Vine Street                    |
| Billie Holiday        | Zene             | 1540 N. Vine Street                 |
| Judy Holliday         | Mozgókép         | 6901 Hollywood Blvd.                |
| Earl Holliman         | Televíziózás     | 6901 Hollywood Blvd.                |
| Gordon Hollingshead   | Mozgókép         | 6200 Hollywood Blvd.                |
| Celeste Holm          | Mozgókép         | 1500 Vine Street                    |
| Celeste Holm          | Televíziózás     | 6821 Hollywood Blvd.                |
| Burton Holmes         | Mozgókép         | 6600 Hollywood Blvd.                |
| Phillips Holmes       | Mozgókép         | 6908 Hollywood Blvd.                |
| Taylor Holmes         | Mozgókép         | 6821 Hollywood Blvd.                |
| Jack Holt             | Mozgókép         | 6313-1/2 Hollywood Blvd.            |
| John Lee Hooker       | Zene             | 7083 Hollywood Blvd                 |
| Bob Hope              | Mozgókép         | 6541 Hollywood Blvd.                |
| Bob Hope              | Rádiózás         | 6141 Hollywood Blvd.                |
| Bob Hope              | Színház          | Special Plaque 7021 Hollywood Blvd. |
| Bob Hope              | Televíziózás     | 6758 Hollywood Blvd.                |
| Dolores Hope          | Live performance | 7021 Hollywood Blvd.                |
| Anthony Hopkins       | Mozgókép         | 6801 Hollywood Blvd.                |
| Linda Hopkins         | Zene             | 6233 Hollywood Blvd.                |
| Miriam Hopkins        | Mozgókép         | 1709 Vine Street                    |
| Miriam Hopkins        | Televíziózás     | 1716 Vine Street                    |
| Dennis Hopper         | Mozgókép         | 6712 Hollywood Blvd.                |
| Hedda Hopper          | Mozgókép         | 6313 Hollywood Blvd.                |
| Lena Horne            | Mozgókép         | 6282 Hollywood Blvd.                |
| Lena Horne            | Zene             | 6250 Hollywood Blvd.                |
| Vladimir Horowitz     | Zene             | 1680 Vine Street                    |
| Edward Everett Horton | Mozgókép         | 6427 Hollywood Blvd                 |
| Harry Houdini         | Mozgókép         | 7001 Hollywood Blvd.                |
| Eddy Howard           | Zene             | 6724 Hollywood Blvd.                |
| John Howard           | Televíziózás     | 6515 Hollywood Blvd.                |
| Leslie Howard         | Mozgókép         | 6550 Hollywood Blvd.                |
| Ron Howard            | Televíziózás     | 6838 Hollywood Blvd.                |
| William K. Howard     | Mozgókép         | 1500 Vine Street                    |
| Rochelle Hudson       | Mozgókép         | 6200 Hollywood Blvd.                |
| Rock Hudson           | Mozgókép         | 6116 Hollywood Blvd.                |
| Josephine Hull        | Mozgókép         | 6502 Hollywood Blvd.                |
| Warren Hull           | Rádiózás         | 6270 Hollywood Blvd.                |
| Warren Hull           | Televíziózás     | 6135 Hollywood Blvd.                |
| H. Bruce Humberstone  | Mozgókép         | 1752 Vine Street                    |
| Engelbert Humperdinck | Zene             | 7000 Hollywood Blvd.                |
| Frazier Hunt          | Rádiózás         | 1708 Vine Street                    |
| Marsha Hunt           | Televíziózás     | 6658 Hollywood Blvd.                |
| Pee Wee Hunt          | Zene             | 6838 Hollywood Blvd.                |
| Holly Hunter          | Mozgókép         | 7000 Hollywood Blvd.                |
| Jeffrey Hunter        | Televíziózás     | 6918 Hollywood Blvd.                |
| Kim Hunter            | Mozgókép         | 1617 Vine Street                    |
| Kim Hunter            | Televíziózás     | 1715 Vine Street                    |
| Tab Hunter            | Zene             | 6320 Hollywood Blvd.                |
| Marlin Hurt           | Rádiózás         | 6514 Hollywood Blvd.                |
| Ted Husing            | Rádiózás         | 6821 Hollywood Blvd.                |
| Ferlin Husky          | Zene             | 6675 Hollywood Blvd.                |
| Ruth Hussey           | Mozgókép         | 1551 Vine Street                    |
| Anjelica Huston       | Mozgókép         | 6270 Hollywood Blvd.                |
| John Huston           | Mozgókép         | 1765 Vine Street                    |
| Walter Huston         | Mozgókép         | 6624 Hollywood Blvd.                |
| Betty Hutton          | Mozgókép         | 6259 Hollywood Blvd.                |

## Fordítás
Ez a szócikk részben vagy egészben  a   List of stars on the Hollywood Walk of Fame című angol Wikipédia-szócikk fordításán alapul.  Az eredeti cikk szerkesztőit annak laptörténete sorolja fel. Ez a jelzés csupán a megfogalmazás eredetét és a szerzői jogokat jelzi, nem szolgál a cikkben szereplő információk forrásmegjelöléseként.